# مايك كرامر
مايك كرامر (بالإنجليزية: Mike Kramer)‏ هو لاعب كرة قدم أمريكية أمريكي، ولد في 25 يوليو 1955 في كولتون في الولايات المتحدة.